# NGC 4466
NGC 4466 (również PGC 41170 lub UGC 7626) – galaktyka spiralna (Sab), znajdująca się w gwiazdozbiorze Panny. Odkrył ją Bindon Stoney 26 lutego 1851 roku. Należy do Gromady w Pannie.